# Α-Phenylglycin
α-Phenylglycin (häufig kurz, aber nicht eindeutig als Phenylglycin bezeichnet) ist eine nicht natürlich vorkommende, nicht-proteinogene α-Aminocarbonsäure. 

## Stereochemie
α-Phenylglycin enthält ein asymmetrisch substituiertes Kohlenstoffatom, es ist daher eine chirale Verbindung. Von α-Phenylglycin kommen zwei spiegelbildliche Moleküle (Enantiomere) vor, das D-Phenylglycin und das L-Phenylglycin.
| Stereoisomere von α-Phenylglycin |                                       |                                       |
| Name                             | D-Phenylglycin                        | L-Phenylglycin                        |
| Andere Namen                     | - (R)-Phenylglycin - (−)-Phenylglycin | - (S)-Phenylglycin - (+)-Phenylglycin |
| Strukturformel                   |                                       |                                       |
| CAS-Nummer                       | 875-74-1                              | 2935-35-5                             |
| CAS-Nummer                       | 2835-06-5 (Isomerengemisch)           |                                       |
| EG-Nummer                        | 212-876-3                             | 220-909-8                             |
| EG-Nummer                        | 220-608-1 (Isomerengemisch)           |                                       |
| ECHA-Infocard                    | 100.011.706                           | 100.019.009                           |
| ECHA-Infocard                    | 100.018.735 (Isomerengemisch)         |                                       |
| PubChem                          | 70134                                 | 99291                                 |
| PubChem                          | 3866 (Isomerengemisch)                |                                       |
| Wikidata                         | Q423849                               | Q27225746                             |
| Wikidata                         | Q15633805 (Isomerengemisch)           |                                       |
| Schmelzpunkt                     | 302 °C                                |                                       |
| Schmelzpunkt                     | 290 bzw. 255 °C (Racemat)             |                                       |

## D-Phenylglycin
D-Phenylglycin [Synonym: (R)-Phenylglycin] ist das ökonomisch bedeutendere Isomer, das in der Seitenkette mehrerer semisynthetischer β-Lactam-Antibiotika als Teilstruktur enthalten ist, etwa im Ampicillin. 

### Darstellung
D-Phenylglycin kann durch Spaltung des Racemats DL-Phenylglycin mit Hilfe von D-Campher-10-sulfonsäure, in der Gegenwart von Essigsäure und Salicylaldehyd erhalten werden. Die Ausbeute bei diesem Verfahren beträgt 68 % bei einer optischen Reinheit von 95,9 %.
Die enzymatische Darstellung von D-Phenylglycin aus Phenylpyruvat gelang 2006. Phenylpyruvat ist ein direkter Vorläufer des L-Phenylalanins. Daher wurde für die Darstellung ein E. coli-Stamm eingesetzt, der auf die Produktion von L-Phenylalanin auf Basis von Glucose optimiert war. 
Die Umwandlung des Phenylpyruvats erfolgte über Mandelat und Phenylglyoxylat in drei Stufen. Diese wurden durch drei Enzyme [Hydroxymandelat-Synthase (HmaS), Hydroxymandelat-Oxidase (Hmo) und die stereoinvertierende Hydroxyphenylglycin-Aminotransferase (HpgAT)] katalysiert. Die diese Enzyme kodierenden Gene stammten aus Amycolatopsis orientalis, Streptomyces coelicolor und Pseudomonas putida.

### Eigenschaften
D-Phenylglycin ist ein farbloser Feststoff, der sich bei 305 °C zersetzt. Der Drehwert α einer 1-molaren Lösung in 1-molarer Salzsäure beträgt bei 20 °C und einer Wellenlänge von 589 nm −155°.

### Verwendung
D-Phenylglycin ist ein wichtiger Seitenketten-Baustein für die halbsynthetische Gewinnung von β-Lactam-Antibiotika, wie Cefalexin oder Ampicillin.

## L-Phenylglycin
Die enantiomere Aminosäure L-Phenylglycin [Synonym:(S)-α-Phenylglycin] besitzt nur untergeordnete Bedeutung. L-Phenylglycin ist Bestandteil der Streptogramin-Antibiotika Pristinamycin bzw. Virginiamycin, die von Streptomyces pristinaespiralis bzw. Streptomyces virginiae produziert werden.